# Nuoto ai campionati europei di nuoto 2018 - 100 metri rana maschili
La specialità dei 100 metri rana maschili dei campionati europei di nuoto 2018 si è svolta il 3 e 4 agosto 2018, presso il Tollcross International Swimming Centre di Glasgow, nel Regno Unito.

## Podio
| Pos.    | Atleta       | Nazione       |
| ------- | ------------ | ------------- |
| Oro     | Adam Peaty   | Gran Bretagna |
| Argento | James Wilby  | Gran Bretagna |
| Bronzo  | Anton Čupkov | Russia        |

## Record
Prima della manifestazione il record del mondo (RM), il record europeo (EU) e il record dei campionati (RC) erano i seguenti.
| Record mondiale       | 57"13 | Adam Peaty | 7 agosto 2016 Rio de Janeiro |
| Record europeo        | 57"13 | Adam Peaty | 7 agosto 2016 Rio de Janeiro |
| Record dei campionati | 58"36 | Adam Peaty | 22 agosto 2014 Berlino       |

## Risultati

### Batterie
| Pos. | Batteria | Corsia | Atleta                  | Nazionalità   | Tempo   | Note |
| ---- | -------- | ------ | ----------------------- | ------------- | ------- | ---- |
| 1    | 6        | 4      | Adam Peaty              | Gran Bretagna | 57"89   | Q    |
| 2    | 4        | 3      | James Wilby             | Gran Bretagna | 59"12   | Q    |
| 3    | 4        | 5      | Ross Murdoch            | Gran Bretagna | 59"14   |      |
| 4    | 5        | 5      | Anton Čupkov            | Russia        | 59"15   | Q    |
| 5    | 6        | 5      | Arno Kamminga           | Paesi Bassi   | 59"53   | Q    |
| 6    | 5        | 4      | Kirill Prigoda          | Russia        | 59"77   | Q    |
| 7    | 5        | 3      | Il'ja Šymanovič         | Bielorussia   | 59"84   | Q    |
| 8    | 6        | 6      | Ilya Khomenko           | Russia        | 59"92   |      |
| 9    | 6        | 3      | Fabio Scozzoli          | Italia        | 1'00"07 | Q    |
| 10   | 4        | 6      | Čaba Silađi             | Serbia        | 1'00"08 | Q    |
| 10   | 5        | 6      | Giedrius Titenis        | Lituania      | 1'00"08 | Q    |
| 12   | 4        | 4      | Andrius Šidlauskas      | Lituania      | 1'00"14 | Q    |
| 13   | 6        | 7      | Darragh Greene          | Irlanda       | 1'00"20 | Q    |
| 14   | 6        | 2      | Fabian Schwingenschlögl | Germania      | 1'00"49 | Q    |
| 15   | 5        | 7      | Marcin Stolarski        | Polonia       | 1'00"60 | Q    |
| 16   | 6        | 8      | Alessandro Pinzuti      | Italia        | 1'00"63 | Q    |
| 17   | 3        | 3      | Anton McKee             | Islanda       | 1'00"90 | Q    |
| 18   | 4        | 2      | Erik Persson            | Svezia        | 1'00"94 | Q    |
| 19   | 5        | 1      | Tomáš Klobučník         | Slovacchia    | 1'01"00 |      |
| 20   | 5        | 2      | Oleg Kostin             | Russia        | 1'01"05 |      |
| 21   | 4        | 7      | Yannick Käser           | Svizzera      | 1'01"08 |      |
| 22   | 3        | 1      | Tobias Bjerg            | Danimarca     | 1'01"19 |      |
| 23   | 4        | 1      | Christopher Rothbauer   | Austria       | 1'01"23 |      |
| 24   | 4        | 0      | Johannes Skagius        | Svezia        | 1'01"24 |      |
| 24   | 5        | 9      | Valentin Bayer          | Austria       | 1'01"24 |      |
| 26   | 3        | 8      | Mykyta Koptyelov        | Ucraina       | 1'01"26 |      |
| 26   | 5        | 8      | Berkay Öğretir          | Turchia       | 1'01"26 |      |
| 28   | 6        | 0      | Dávid Horváth           | Ungheria      | 1'01"39 |      |
| 29   | 6        | 9      | Luca Pizzini            | Italia        | 1'01"52 |      |
| 30   | 3        | 5      | Martin Allikvee         | Estonia       | 1'01"55 |      |
| 31   | 4        | 8      | Ties Elzerman           | Paesi Bassi   | 1'01"69 |      |
| 32   | 5        | 0      | Basten Caerts           | Belgio        | 1'01"73 |      |
| 33   | 3        | 7      | Johannes Dietrich       | Austria       | 1'01"80 |      |
| 34   | 4        | 9      | Bartłomiej Roguski      | Polonia       | 1'02"09 |      |
| 35   | 2        | 4      | Jozef Beňo              | Slovacchia    | 1'02"12 |      |
| 36   | 2        | 7      | Ivan Strilets           | Ucraina       | 1'02"26 |      |
| 37   | 2        | 1      | Jacques Laeuffer        | Svizzera      | 1'02"29 |      |
| 38   | 2        | 2      | Lyubomir Epitropov      | Bulgaria      | 1'02"38 |      |
| 39   | 6        | 1      | Alex Murphy             | Irlanda       | 1'02"49 |      |
| 40   | 3        | 2      | Lachezar Shumkov        | Bulgaria      | 1'02"58 |      |
| 41   | 2        | 6      | Itay Goldfaden          | Israele       | 1'02"64 |      |
| 42   | 3        | 0      | Teemu Vuorela           | Finlandia     | 1'02"72 |      |
| 43   | 2        | 5      | Daniils Bobrovs         | Lettonia      | 1'03"10 |      |
| 44   | 2        | 3      | Nikola Obrovac          | Croazia       | 1'03"23 |      |
| 45   | 1        | 4      | Raphaël Stacchiotti     | Lussemburgo   | 1'03"37 |      |
| 46   | 3        | 6      | Ioannis Karpouzlis      | Grecia        | 1'03"40 |      |
| 47   | 1        | 6      | Christoph Meier         | Liechtenstein | 1'03"44 |      |
| 48   | 2        | 9      | Tomás Veloso            | Portogallo    | 1'03"68 |      |
| 49   | 2        | 8      | Filip Chrápavý          | Rep. Ceca     | 1'03"77 |      |
| 50   | 1        | 5      | Marek Botík             | Slovacchia    | 1'04"14 |      |
| 51   | 3        | 4      | Oleksandr Karpenko      | Ucraina       | 1'04"17 |      |
| 52   | 1        | 3      | Oktaycan Emirbayer      | Turchia       | 1'04"45 |      |
| 53   | 2        | 0      | Ari-Pekka Liukkonen     | Finlandia     | 1'04"83 |      |
| 54   | 3        | 9      | William Wihanto         | Finlandia     | 1'05"47 |      |
| 55   | 1        | 2      | Michael Stafrace        | Malta         | 1'07"19 |      |
|      | 1        | 7      | Deni Baholli            | Albania       | dq      |      |

### Semifinali
| Pos. | Semifinale | Corsia | Nome                    | Nazionalità   | Tempo   | Note |
| ---- | ---------- | ------ | ----------------------- | ------------- | ------- | ---- |
| 1    | 2          | 4      | Adam Peaty              | Gran Bretagna | 58"04   | Q    |
| 2    | 1          | 4      | James Wilby             | Gran Bretagna | 59"23   | Q    |
| 3    | 2          | 5      | Anton Čupkov            | Russia        | 59"43   | Q    |
| 4    | 2          | 6      | Fabio Scozzoli          | Italia        | 59"65   | Q    |
| 5    | 1          | 5      | Arno Kamminga           | Paesi Bassi   | 59"74   | Q    |
| 6    | 1          | 2      | Andrius Šidlauskas      | Lituania      | 59"76   | Q    |
| 7    | 2          | 2      | Čaba Silađi             | Serbia        | 59"91   | Q    |
| 8    | 2          | 7      | Darragh Greene          | Irlanda       | 59"92   | QSO  |
| 8    | 2          | 3      | Kirill Prigoda          | Russia        | 59"92   | QSO  |
| 10   | 1          | 3      | Il'ja Šymanovič         | Bielorussia   | 1'00"14 |      |
| 11   | 1          | 6      | Giedrius Titenis        | Lituania      | 1'00"27 |      |
| 12   | 1          | 1      | Alessandro Pinzuti      | Italia        | 1'00"28 |      |
| 13   | 2          | 8      | Anton McKee             | Islanda       | 1'00"45 |      |
| 14   | 1          | 8      | Erik Persson            | Svezia        | 1'00"54 |      |
| 15   | 1          | 7      | Fabian Schwingenschlögl | Germania      | 1'00"88 |      |
| 16   | 2          | 1      | Marcin Stolarski        | Polonia       | 1'01"08 |      |

### Spareggio
| Pos. | Corsia | Nome           | Nazionalità | Tempo   | Note |
| ---- | ------ | -------------- | ----------- | ------- | ---- |
| 1    | 4      | Kirill Prigoda | Russia      | 59"39   | Q    |
| 2    | 5      | Darragh Greene | Irlanda     | 1'00"44 |      |

### Finale
| Pos. | Corsia | Atleta             | Nazionalità   | Tempo   | Note |
| ---- | ------ | ------------------ | ------------- | ------- | ---- |
|      | 4      | Adam Peaty         | Gran Bretagna | 57"10   |      |
|      | 5      | James Wilby        | Gran Bretagna | 58"64   |      |
|      | 3      | Anton Čupkov       | Russia        | 59"06   |      |
| 4    | 8      | Kirill Prigoda     | Russia        | 59"20   |      |
| 5    | 6      | Fabio Scozzoli     | Italia        | 59"61   |      |
| 6    | 7      | Andrius Šidlauskas | Lituania      | 59"62   |      |
| 7    | 2      | Arno Kamminga      | Paesi Bassi   | 59"69   |      |
| 8    | 1      | Čaba Silađi        | Serbia        | 1'00"15 |      |